# اودری
اودری (به چکی: Odry) یک منطقهٔ مسکونی در جمهوری چک است که در ناحیه نووی ییتشین واقع شده‌است. اودری ۷٬۴۶۷ نفر جمعیت دارد.